# 陈绍基
陈绍基（1945年9月—），男，广东中山人，中华人民共和国政治人物。中山大学中文系汉语言文学专业毕业，曾官至广东省政协主席。2009年因涉嫌严重违纪而遭“双规”，2009年4月23日被免去广东省政协主席职务和撤销其委员资格，同年8月27日中共中央纪委常委会审议决定给予陈绍基开除党籍、开除公职处分。
中共第十六届中央候补委员，中共十四、十五大、中共十七大代表，第十届全国人大代表，第十届、十一屆全国政协委员。

## 生平
1967年9月，陈绍基参加工作，1968年-1970年在台山县烽火角0507部队服役，1978年3月加入中国共产党，曾任广东省公安厅办公室副科长、省公安厅研究室副主任、主任，省公安厅副厅长、厅长、党委书记，广东省政法领导小组副秘书长，佛山市公安局党委副书记和副局长，广东省委政法委专职副书记兼秘书长。1993年10月被授予副总警监警衔。
1993年至2004年出任广东省委常委、广东省委政法委书记，广东省公安厅厅长、党委书记，广东省委副书记，广东省委党校（广东行政学院）校（院）长。2004年至2008年出任广东省第九届政协主席、党组书记，2008年至2009年出任广东省第十届政协主席、党组书记。
陈绍基任职广东省公安厅期间，广东警界业绩彪炳，为广东警界赢得“最威名显赫的年代”。陈曾领导侦破如“东星轮”大劫案、“番禺”大劫案及“世纪大盗”张子强案等要案，甚至曾在70小时内破获绑架澳门商人何荣标并遭勒索8000万元的特大案件，声名海内外。陈绍基在广东省政法系统享有“南粤政法王”之誉，他也是由濮存昕主演的电视剧《英雄无悔》裡公安局长的原型。

### 撤职
2009年，国美电器董事会主席黄光裕案发后接受调查，涉案人员供出陈绍基违纪违法行为，并经过调查后陈绍基家族有巨额资产来源不明，初步查出陈绍基涉嫌受贿，由家属收取贿金。据香港《明报》报道，陈绍基除為港澳黑社會及「公海賭船」作保護傘外，也涉嫌直接參與港澳黑社會幫派糾紛，幫助一派黑幫打擊另一派黑幫。
陈绍基最后一次公开露面，是4月5日在珠海出席前乒乓球世界冠军容国团纪念馆揭幕仪式。当时陈绍基的头衔除广东省政协主席，还有中国乒协副主席。当天公开活动中，陈绍基表现如常。4月11日陈绍基被有关部门调查，即“双规”；4月16日，中共中央组织部负责人证实，广东省政协主席陈绍基因严重违纪已决定免去其领导职务。
陈绍基案发后，被指为与陈绍基关系密切、为其情妇的广东电视台女主播李泳被带走助查。李泳在广东电视台下属卫星频道王牌主播，消息稱李泳後台強硬，在台內「能量很大」，幾乎無人敢得罪她。陈绍基案发，李泳意識到「大難臨頭」并密謀潛逃，手持外國護照準備前往香港，出關時被有關部門攔截並帶走。
2009年4月23日，广州召开政协第十届广东省委员会常务委员会第六次会议，常委会一致通过《政协第十届广东省委员会常务委员会第六次会议关于免去陈绍基省政协主席职务的决议》和《政协第十届广东省委员会常务委员会第六次会议关于撤销陈绍基省政协委员资格的决议》，免去陈绍基广东省政协主席职务和撤销广东省政协委员资格。
5月27日，在广东省十一届人大常委会第十一次会议第二次全体会议上，正式罢免陈绍基的广东省十一届人大代表职务。
2009年6月19日，政协十一届常委会第六次会议表决通过，免去陈绍基中国人民政治协商会议第十一届全国委员会港澳台侨委员会副主任职务、撤销其全国政协委员资格。

### 判刑
重庆市第一中级人民法院在2010年7月23日对陈绍基案作出一审判决，认定陈绍基犯受贿罪，判处死刑，缓期两年执行，剥夺政治权利终身，没收个人全部财产。
法院查明，1992年2月至2009年4月，陈绍基利用担任广东省公安厅厅长、中共广东省委常委、广东省政法委书记、广东省委副书记、广东省政协主席的职务便利，为他人谋取利益，单独或者伙同其子陈子翊、情妇李泳（均另案处理）索取及收受他人给予的财物，折合人民币2959.5万余元。
法院认为，陈绍基身为国家工作人员，利用职务便利，为他人谋取利益，索取和非法收受他人给予的财物，行为构成受贿罪，受贿数额特别巨大，情节特别严重。
陈绍基归案后，主动交代办案机关尚未掌握的大部分受贿犯罪事实，所有赃款和赃物已全部追缴。法院对他判处死刑，不立即执行。